# Кларисия
Кларисия — немецкий иллюстратор XIII века. Она известна тем, что около 1200 года включила свой автопортрет в южногерманскую псалтирь, которая сейчас находится в Художественном музее Уолтерса, Балтимор. На автопортрете она изобразила себя раскачивающейся на хвосте буквы Q. Кроме того, она написала своё имя у себя над головой.
Феминистские исследовательницы в области литературы и средневекового искусства обнаружили эту работу Кларисии в одной из её рукописей. Кларисия лишь одна из авторов этой рукописи.
Существуют разногласия по поводу рода деятельности Кларисии. Ряд учёных, например, Дороти Майнер, полагают, что Кларисия была мирянкой — возможно, знатной дамой — работавшей в монастырском скрипториуме в Аугсбурге. Дороти Майнер пришла к этому выводу на основании её наряда (непокрытой головы, заплетённых волос и облегающей туники под платьем с длинной талией и длинными сужающимися кончиками, свисающими с рукавов). Другие, основываясь на низком языковом стиле псалтиря, отвергали возможность того, что она работала в монастыре
Её имя включено в композицию «Этаж наследия» Джуди Чикаго.